# 藤原京

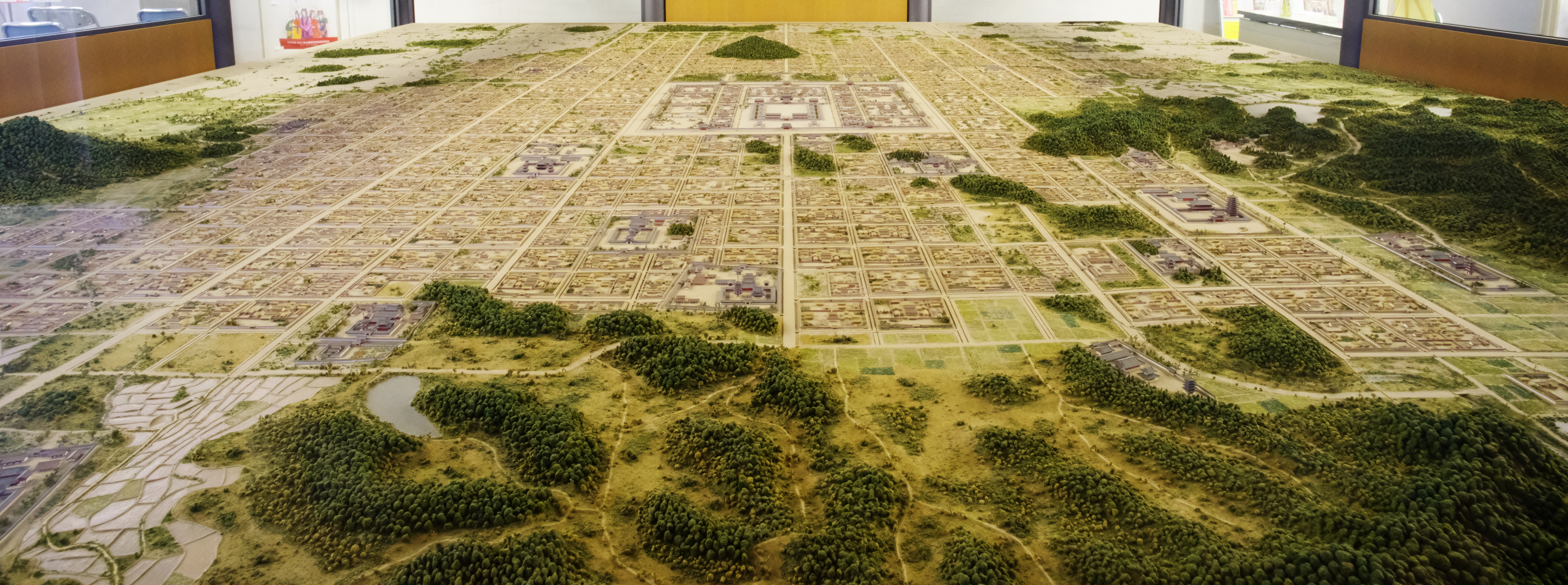
藤原京の復元模型（橿原市藤原京資料室所蔵）。南側から見る

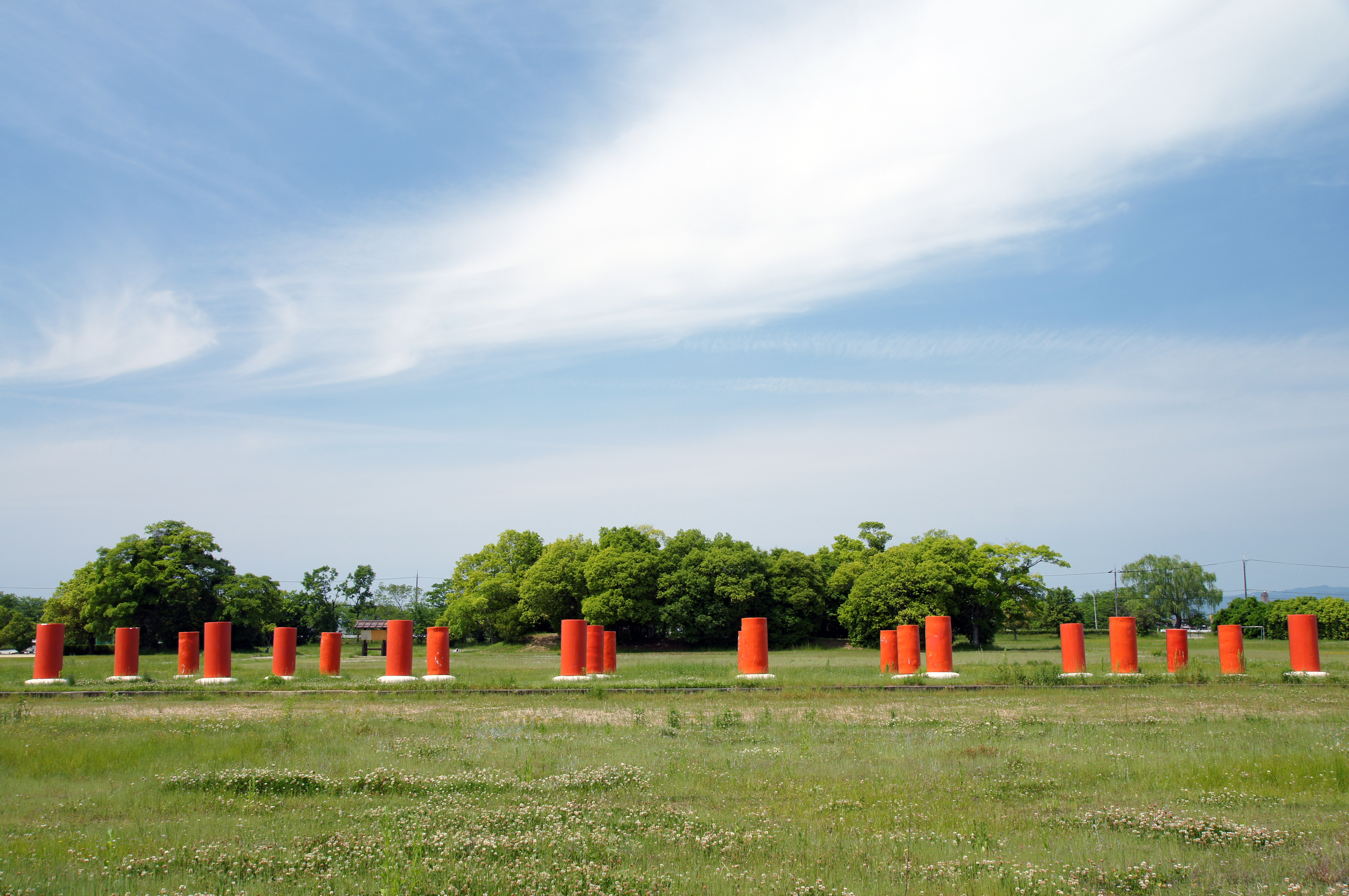
藤原宮 大極殿院閤門跡列柱は実際位置から南30メートルで標示。奥に大極殿跡（樹叢）。

藤原京（ふじわらきょう）は、飛鳥京（倭京）の西北部、奈良県橿原市と明日香村にかかる地域にあった飛鳥時代の都城。持統天皇により飛鳥京から遷都。日本史上で初めて唐風の条坊制が用いられた。元明天皇により平城京に遷都されるまでの日本の首都である。
『日本書紀』などの正史には「新たに増した京」という意味の新益京（あらましのみやこ、あらましきょう、しんやくのみやこ、しんやくきょう）などの名で表記されている。藤原京という名は、大正2年（1913年）に藤原京研究の先駆となった喜田貞吉が『藤原京考証』という論文において使った仮称が、その後の論文などで多用され定着したもので、当時の皇居が『日本書紀』で藤原宮と呼ばれていることから飛鳥京と同様に名づけられた学術用語である。本項ではこの藤原宮についても述べる。 

## 概要

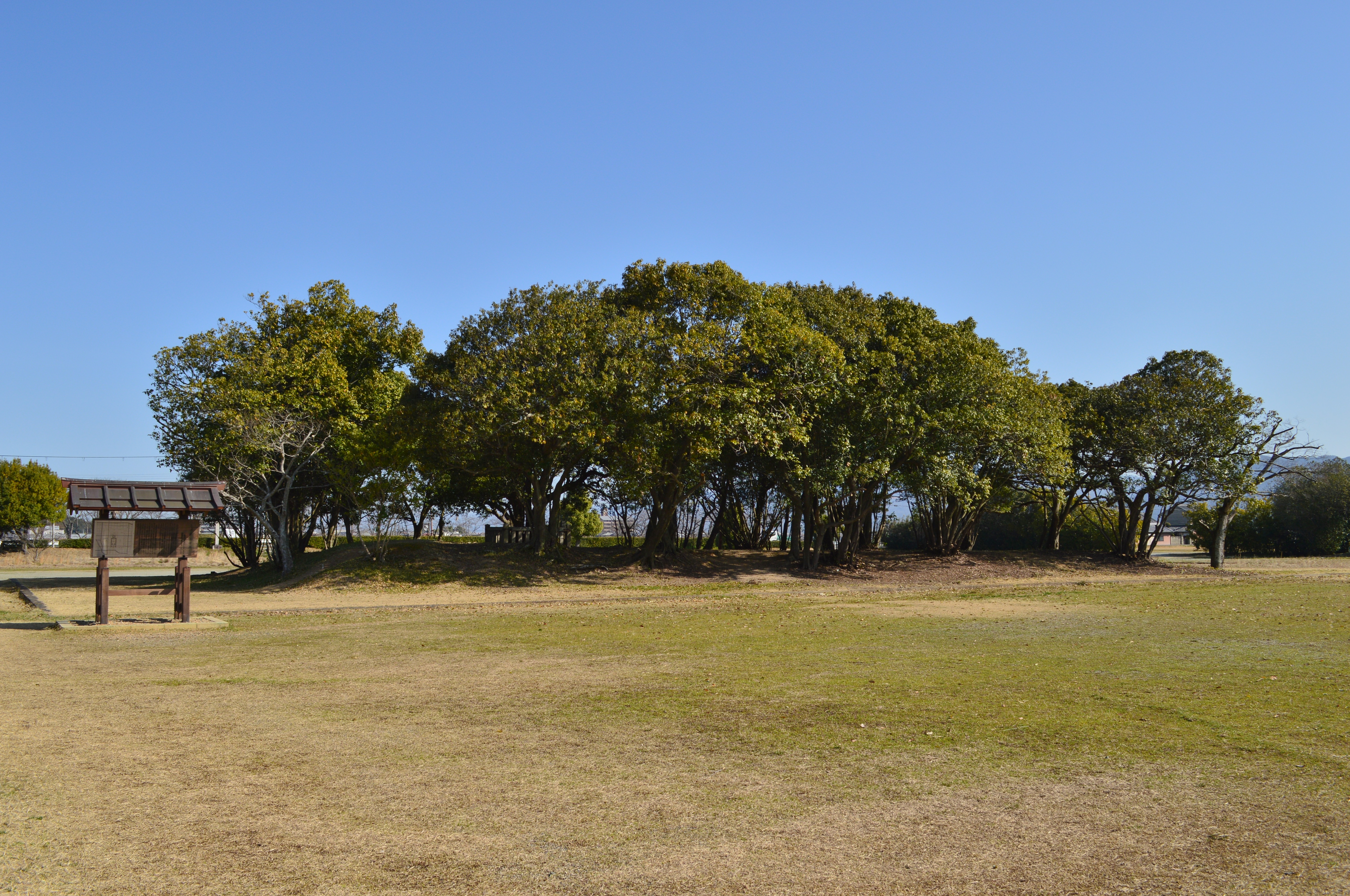
藤原宮 大極殿跡

『日本書紀』の天武天皇5年（676年）に天皇が「新城（にいき）」の選定に着手し、その後も「京師」に巡行したという記述がある。これらの地が何処を指すのかは明確な結論は出ていないが、発掘調査で発見された規格の異なる条坊などから、藤原京の造営はこの天皇の時代から段階的に進められたという説が有力である。
天皇の死後に一旦頓挫した造営工事は、その皇后でもあった後継の持統天皇4年（690年）を境に再開され、4年後の694年に飛鳥浄御原宮（倭京）から宮を遷し藤原京は成立した。
以来、宮には持統・文武・元明の三代にわたって居住した。
それまで、天皇ごと、あるいは一代の天皇に数度の遷宮が行われていた慣例から3代の天皇に続けて使用された宮となったことは大きな特徴としてあげられる。この時代は、刑罰規定の律、行政規定の令という日本における古代国家の基本法を、飛鳥浄御原（あすかきよみはら）令、さらに大宝律令で初めて敷いた重要な時期と重なっている。政治機構の拡充とともに壮麗な都城の建設は、国の内外に律令国家の成立を宣するために必要だったと考えられ、この宮を中心に据え条坊を備えた最初の宮都建設となった。
藤原京に居住した人口は、京域が不確定なため諸説あるが、小澤毅による推定では4 - 5万人と見られている。その多くは貴人や官人とその関係者や、夫役として徴集された人々、百姓だった。自給自足できる本拠地から切り離された彼らは、食料や生活物資を外界に依存する日本初の都市生活者となった。
708年（和銅元年）に元明天皇より遷都の勅が下り、710年（和銅3年）に平城京に遷都された。
藤原宮の遺構からは、平城遷都が決まる時期に至っても朝堂を囲む回廊区画の工事が続いていたことを示す木簡が出土しており、藤原京が未完成のまま放棄された可能性を示唆している。
その翌年の711年（和銅4年）に、宮が焼けたとされている（『扶桑略記』、藤原宮焼亡説参照）。

## 藤原京の範囲・構造

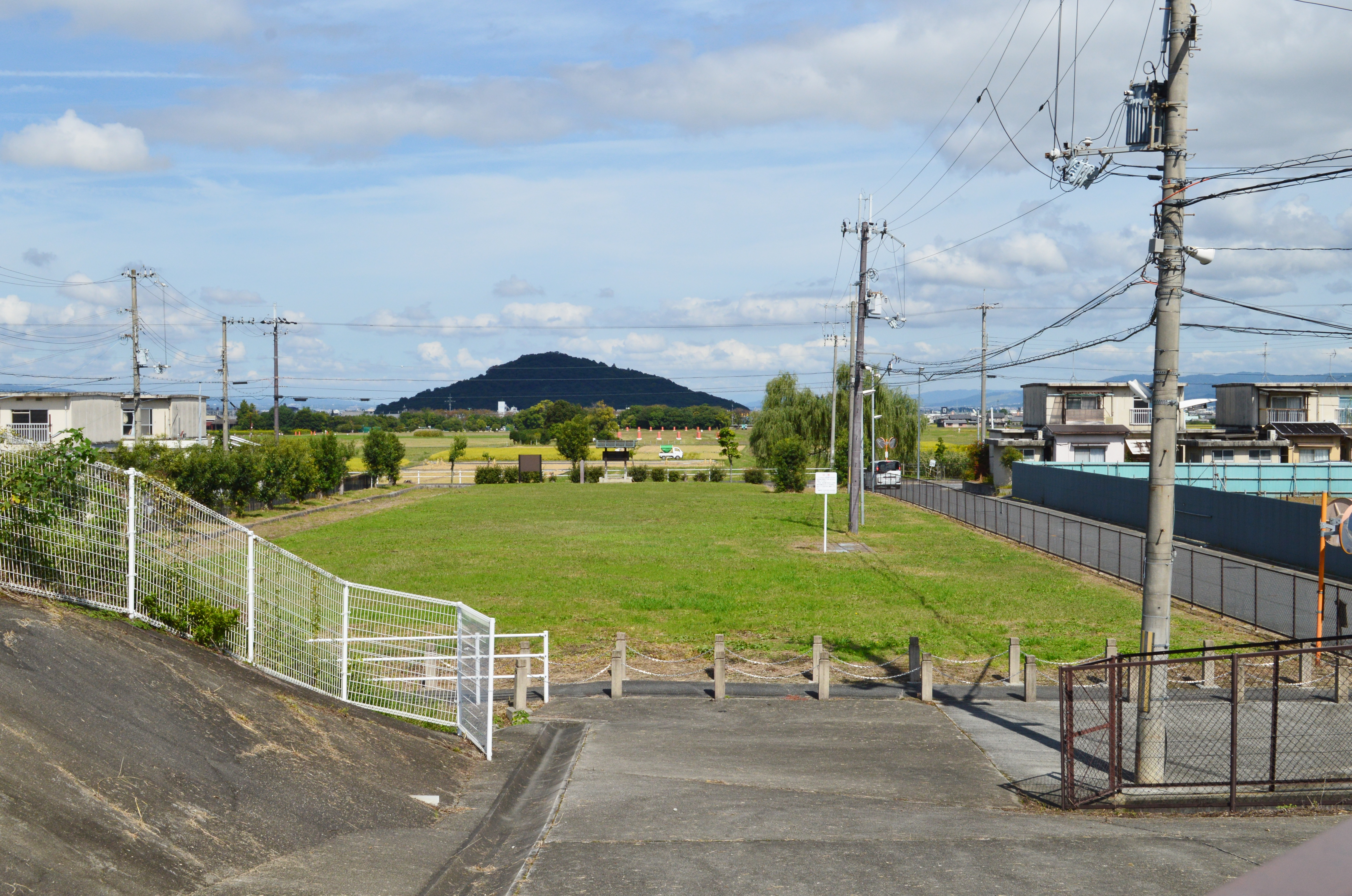
藤原京 朱雀大路跡北方に藤原宮跡を望む。後背は耳成山。

藤原京は岸俊男などによる研究初期の想定では、大和三山（北に耳成山、西に畝傍山、東に天香久山）の内側にあると想像され、12条8坊からなる東西2.1km、南北3.2km 程度の長方形で、藤原宮は中央よりやや北寄りにあったと考えられていた。しかし1990年代の東西の京極大路の発見により、規模は、5.3km（10里）四方、少なくとも25km2はあり、平安京（23km2）や平城京（24km2）をしのぎ、古代最大の都となることがわかり、発見当時は「大藤原京」と呼んでいた。この広大な京域は、南側が旧来の飛鳥にかかっており、「倭京」の整備に伴って北西部に新たに造営された地域を加え、持統天皇期に条坊制の整備に伴う京極の確立とともに倭京から独立した空間として認識されたとみられている。
特色として、以降に建設される、北に宮殿や政庁を配した北朝形式の大宰府、平城京や平安京とは異なり、京のほぼ中心に内裏・官衙のある藤原宮を配している。これは天武天皇の唐への対抗意識として、敢えて長安城や大興城に倣わず『周礼』冬官考工記にある理想的な都城造りを基に設計されたと考えられている。
条坊制を採用し、東西5.3km（20坊）、南北4.8km（18条）の範囲内に碁盤目状に街路を配したとされる。
藤原宮から北・南方向にメインストリートである朱雀大路があり、これを境に東側に左京、西側に右京が置かれた。朱雀大路は、後の平城京や平安京のような幅70メートル以上の広いものではなく、幅24メートル強（側溝中心間）と非常に狭いものであった。想定される宮都域には「和田廃寺」「田中廃寺」「豊浦寺（向原寺）」の遺構などが確認され、宮都はこのような既存施設との兼ね合いで飛鳥川の南側の朱雀大路や羅城門が整備されなかったとする説もある。
東西を通る京極を除いて縦横9本ずつの大路が計画され、南北・東西に十坊の条坊制地割りが設定されている。左右京とも四坊ごとに一人の坊令（ぼうれい）を置き合わせて12人の坊令を置いたことが、大宝戸令（こりょう）と大宝官員令（かんいんりょう）にみえる。宮の北方に市が存在したことが明らかになっている。大和三山にかかる部分は条坊が省略されたと考えられるが、右京の四条付近にあった古墳群は、神武陵、綏靖陵を除いてこのときに削平されてしまったと見られている。また広大な宮都の南東が高く北西が低い地形のまま造営されており、汚物を含む排水が南東部から宮の周辺へ流れていたとみられる。なお藤原京には外的防衛の機能はなく、都を囲む城壁や正門が存在しない。

## 藤原宮

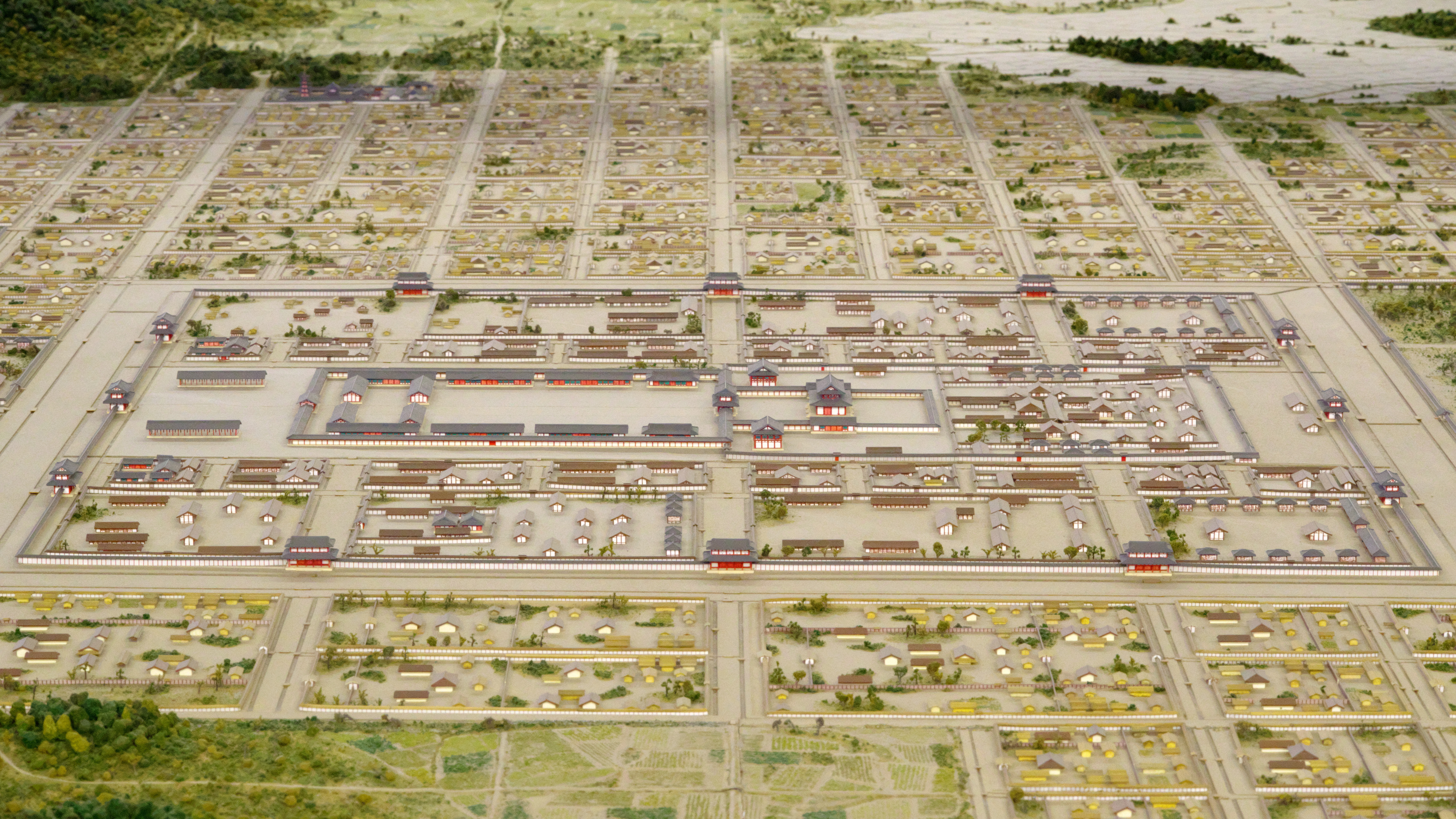
藤原宮の復元模型（橿原市藤原京資料室所蔵）。東側から見る

藤原宮の調査の結果、宮城内に、宮城外の街路の延長線上で同じ規格の街路の痕跡が見つかっている。通常、宮城内には一般の人が通行する街路があるはずがないので、藤原京の建設予定地ではまず全域に格子状の街路を建設し、そののちに宮城の位置と範囲を決定してその分の街路を廃止したと考えられる。そのことは、薬師寺跡の発掘でも立証されている。
藤原宮はほぼ1km四方の広さであった。周囲をおよそ5mほどの高さの塀で囲み、東西南北の塀にはそれぞれ3か所、全部で12か所に門が設置されていた。南の中央の門が正面玄関に当たる朱雀門である。塀の構造は、2.7m間隔に立つ柱とそれで支えた高さ5.5mの瓦屋根、太さ4、50cmの柱の間をうめる厚さ25cmの土壁が藤原宮の大垣である。平城宮の発掘調査で、藤原宮から再利用したものが発見されている。藤原宮は、南北約600m、東西約240mにおよぶ日本で最大の規模を持つ朝堂院遺構である。大極殿（基壇は東西約52m、南北約27m）などの建物は礎石建築がなされ、中国風に日本の宮殿建築でははじめて瓦を葺いた建築がなされていた。

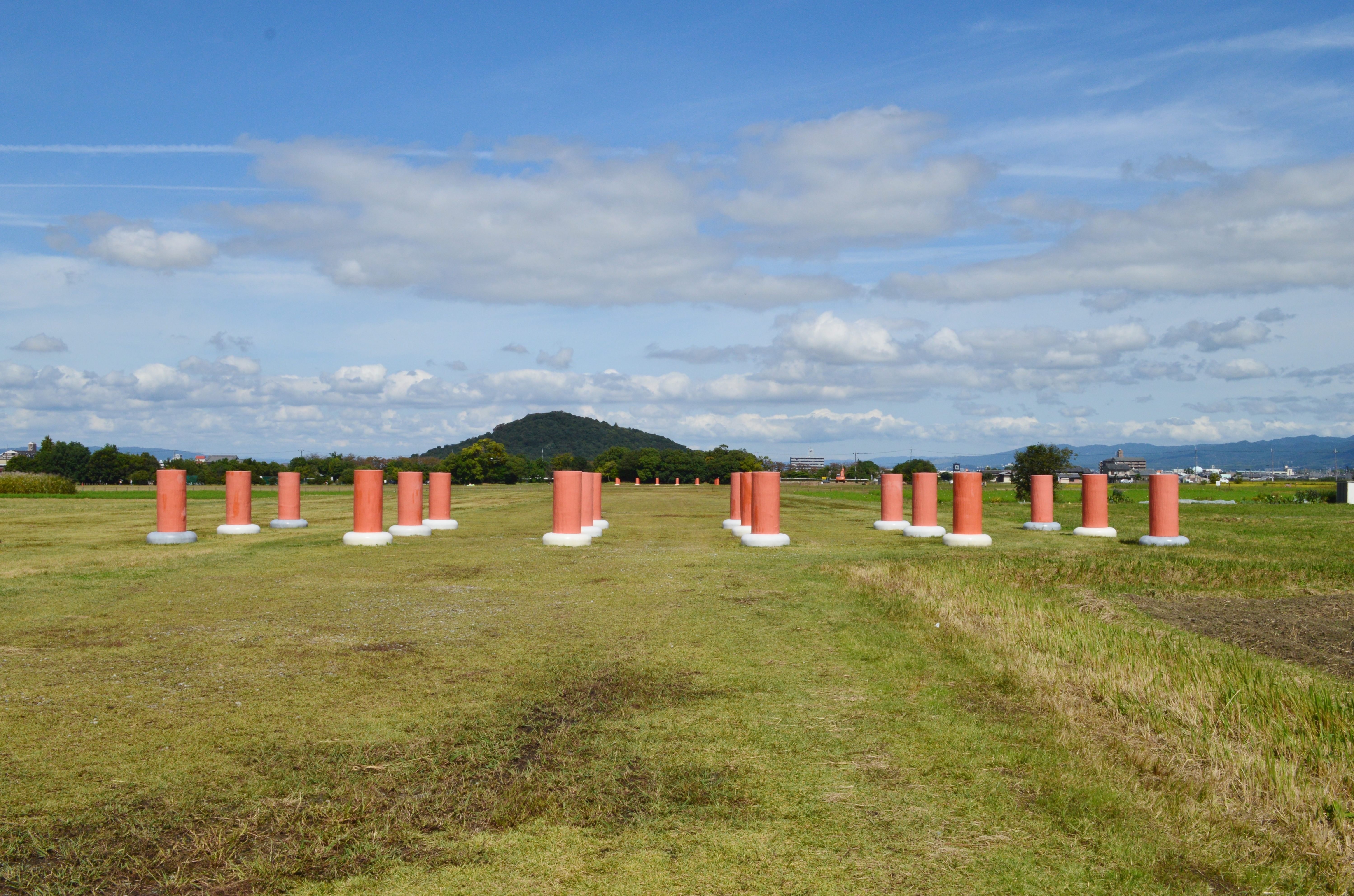
朝堂院南門 列柱は実際位置から北20メートルで標示。後背は耳成山。
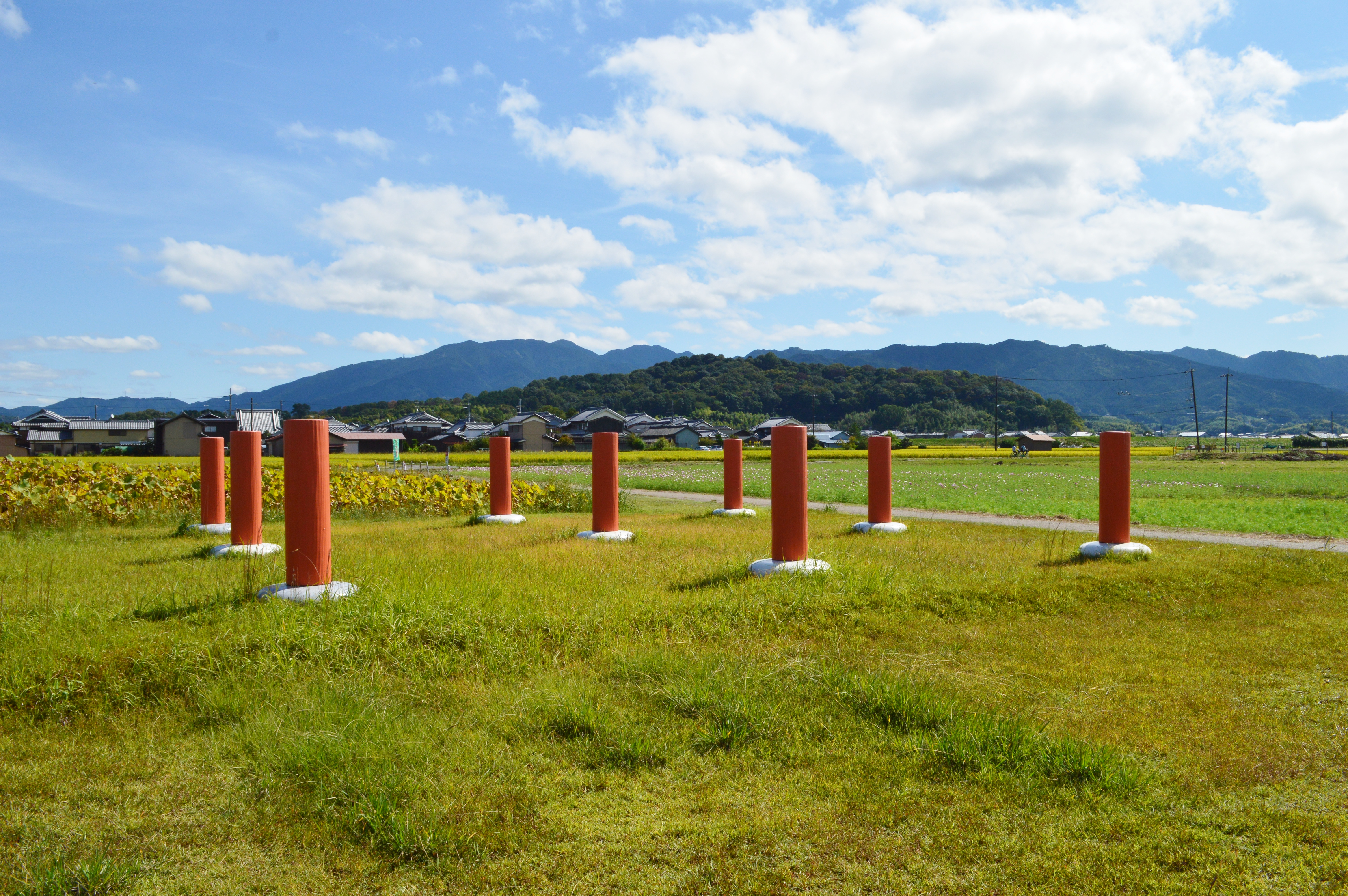
朝堂院東門 列柱は実際位置から北10メートルで標示。後背は天香久山。
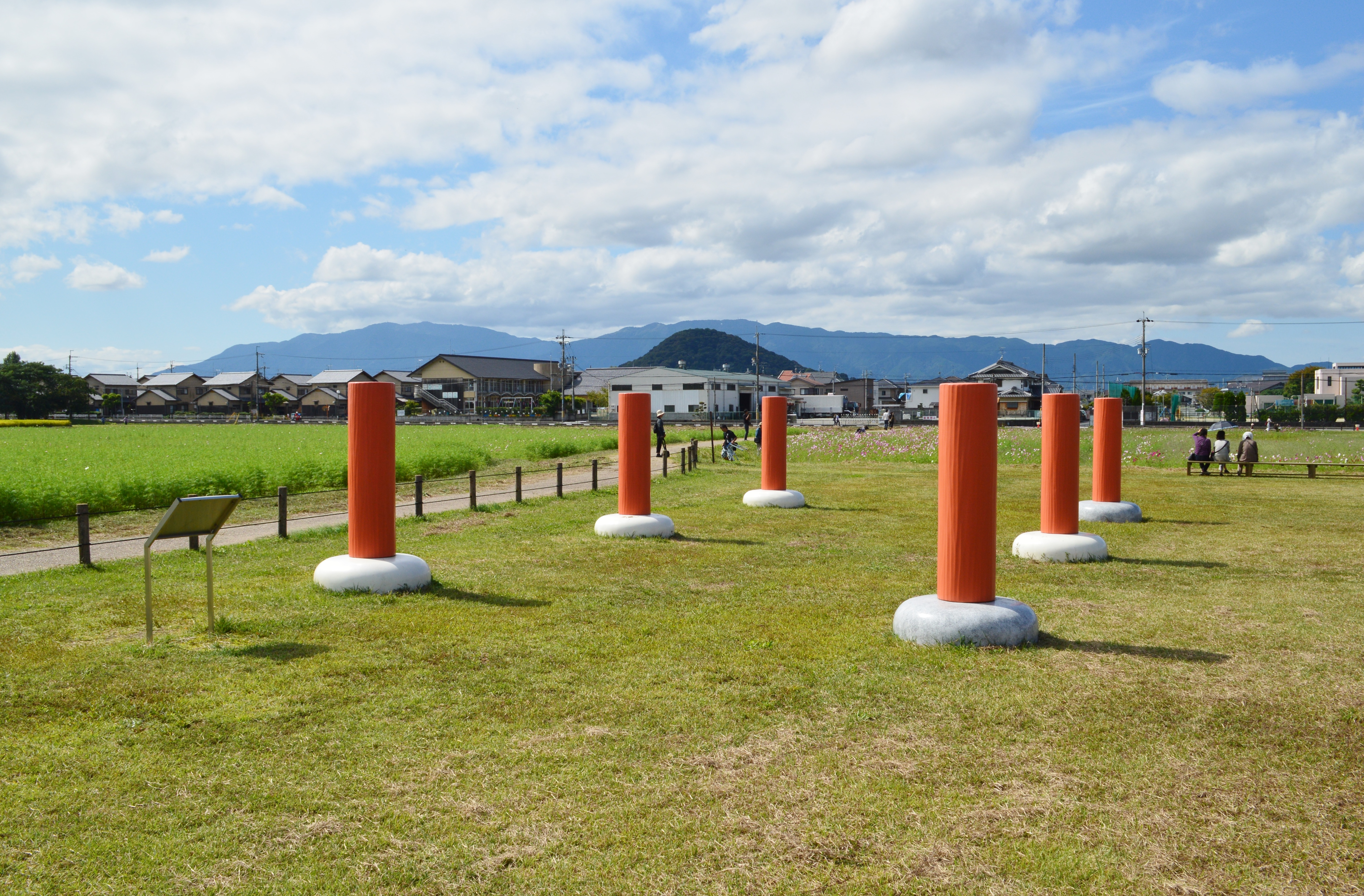
朝堂院西門 列柱は推定位置から北10メートルで標示。後背は畝傍山。

### 藤原宮焼亡説
『扶桑略記』に、藤原京と大官大寺が和銅4年（711年）に焼失したという記事がある。これが事実だとすると、遷都の翌年に焼けたことになる。しかし、藤原京跡での発掘で、火災の痕跡は発見されていない。一方、大官大寺は金堂や塔、回廊で焼け落ちた痕跡が見つかった。遺物から8世紀ごろのものとみられる。

## 藤原京の遺構
木簡約1200点が出土している。金石文や、後年になり日本書紀など潤色が疑われる史料とは異なり、木簡は現場の律令の実践で使用された潤色の必要性のなかった史料とされる。このため、大宝律令の内容の復元も期待されている。「大宝元年」という年号や「中務省」・「宮内省」などの官庁名も混じった文書、当時の高官の名前なども書かれており書誌にはない史料を含んでいる。

### 郡評論争に決着を付けた木簡

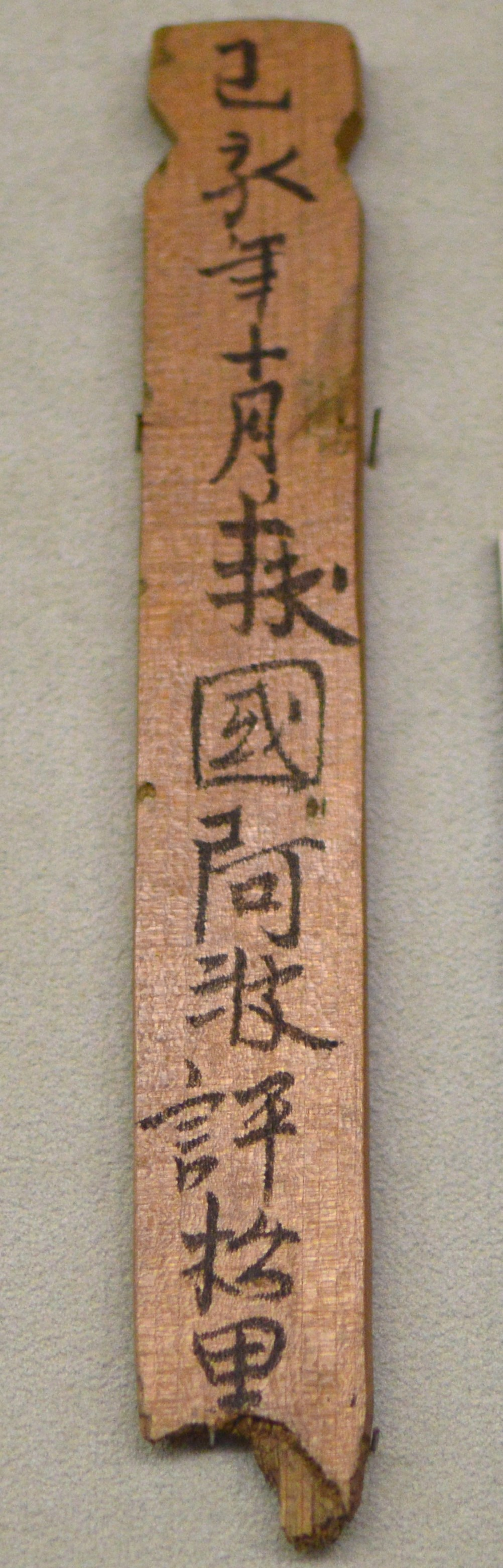
藤原宮跡出土木簡（複製）「上捄国阿波評松里」の表記が見られる。奈良県立橿原考古学研究所附属博物館展示。

「郡評論争」とは、大化の改新の詔の記述の中に、政治改革の方針の中に、地方を「国」、「郡」、「里」を単位として組織する制度の施行が含まれており、大化年間に郡の制度ができたことになっている。この「郡」に対して、疑問を呈する説が出されていた。この「郡評論争」に決着をつけたのが、藤原宮跡から発見された木簡である。1967年に藤原宮跡から発見された木簡には、「己亥年十月上捄国阿波評松里」とあり、「己亥年」は文武天皇3年（699年）、「上捄国阿波評」は、上総国安房郡（後の安房国安房郡）ことと考えられることから、7世紀末には、「郡」ではなく、「評」であったことを明らかにした。一方、701年（大宝元年）を境に、「評」は発見されなくなり、「郡」のみとなる。このことから、改新の詔によってではなく、大宝律令の施行後にその規定に従って、「評」が「郡」に変更されたということが立証された。

### 呪符木簡
災いの原因となる邪気や悪鬼を防いだり、駆逐するための呪文や符号を書いた木札を呪符木簡というが、7世紀に出現する。7世紀の例は全国で8例あるが、そのうち6例は藤原宮跡から出土している。 

### 門号
藤原宮は、東西南北にそれぞれ3か所、全部で12か所に門が設置されていた。それぞれの門号は、古くから天皇に仕え、守ってきた氏族の名前をとったものと考えられる。まず、宮の正面にあたる南辺中央の門である朱雀門は、大伴門の別称があった。他にも分かっている門には、北辺中央の猪使門、北辺東の蝮王門と多治比門、東辺北の山部門、西辺に佐伯門と玉手門、東辺中央の建部門、北辺西の海犬養門がある。ただ、まだ実際に発掘調査が行われたのは朱雀門など一部にすぎず、早い調査が待たれる。

## 現状

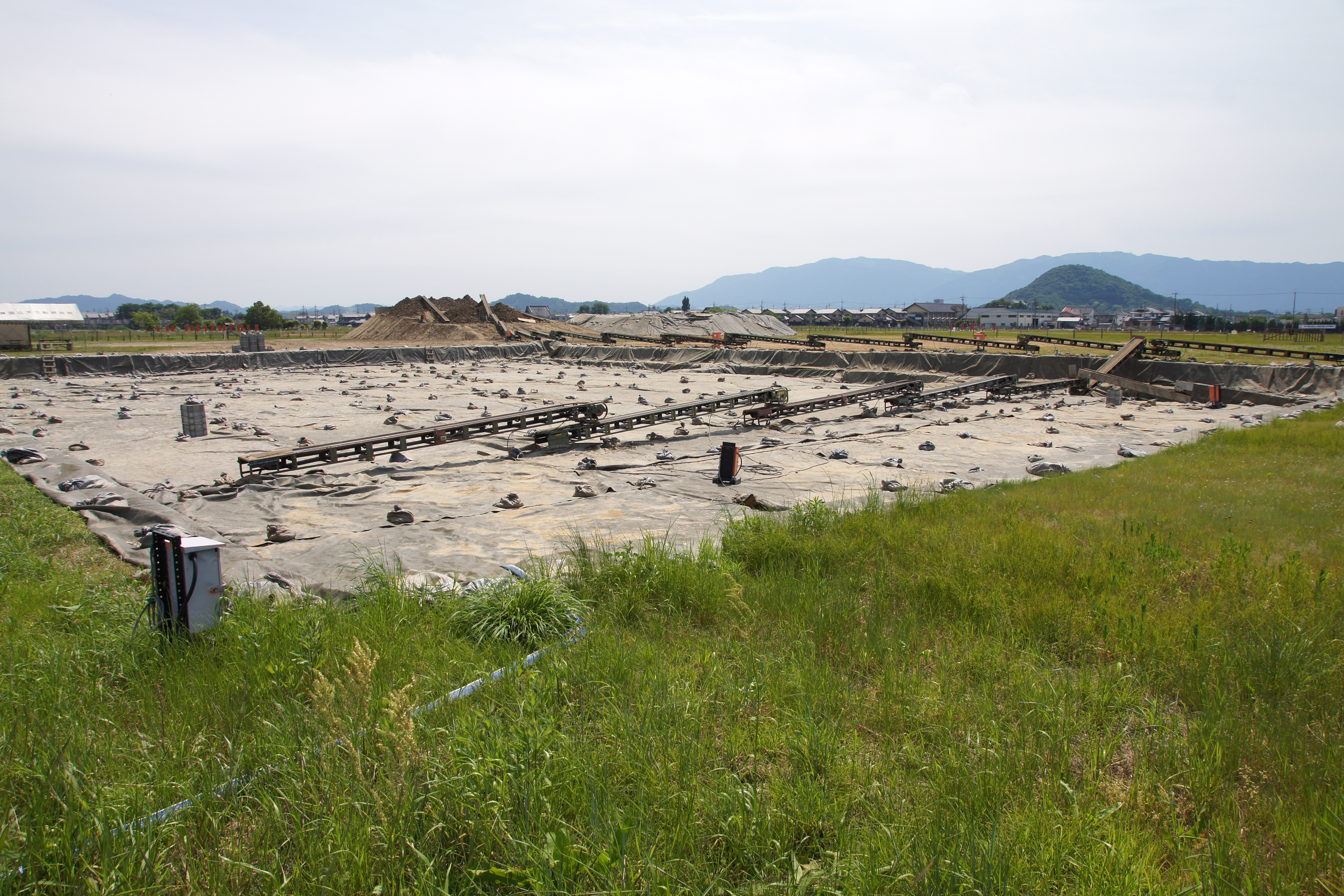
発掘調査現場

奈良県橿原市高殿町に藤原宮の大極殿の土壇が残っており、周辺は史跡公園になっている。藤原宮跡の6割ほどが国の特別史跡に指定されており、藤原宮及び藤原京の発掘調査が続けられている。
1968年（昭和43年）9月13日、歴史的風土特別保存地区に指定されている。公共施設である橿原市斎場と橿原市昆虫館等の建設のために道路が作られて、香具山（歴史的風土特別保存地区）と分断されることになる。2005年（平成17年）、大和三山は国の名勝に指定された。
2007年（平成19年）1月、日本政府は世界遺産登録の前提となる暫定リストに「飛鳥・藤原の宮都とその関連資産群」を登録した。
藤原宮跡をより多くの人々に認知ししてもらうことを目的に、2006年（平成18年）度より地元5町（醍醐町、木之本町、縄手町、別所町、高殿町）で構成された藤原宮跡整備協力委員会の協力により藤原宮跡花園植栽事業が行われ、春に醍醐池北側の約20,000 平方メートルに約250万本の菜の花、夏に、醍醐池西側の約7,000 平方メートルに約100万本のキバナコスモス、大極殿跡南東の約3,000 平方メートルに大賀蓮、唐招提寺蓮などの11種類のハス、秋に大極殿跡南側の約30,000 平方メートルに約300万本のコスモスが植栽されている。

藤原宮跡花園植栽事業
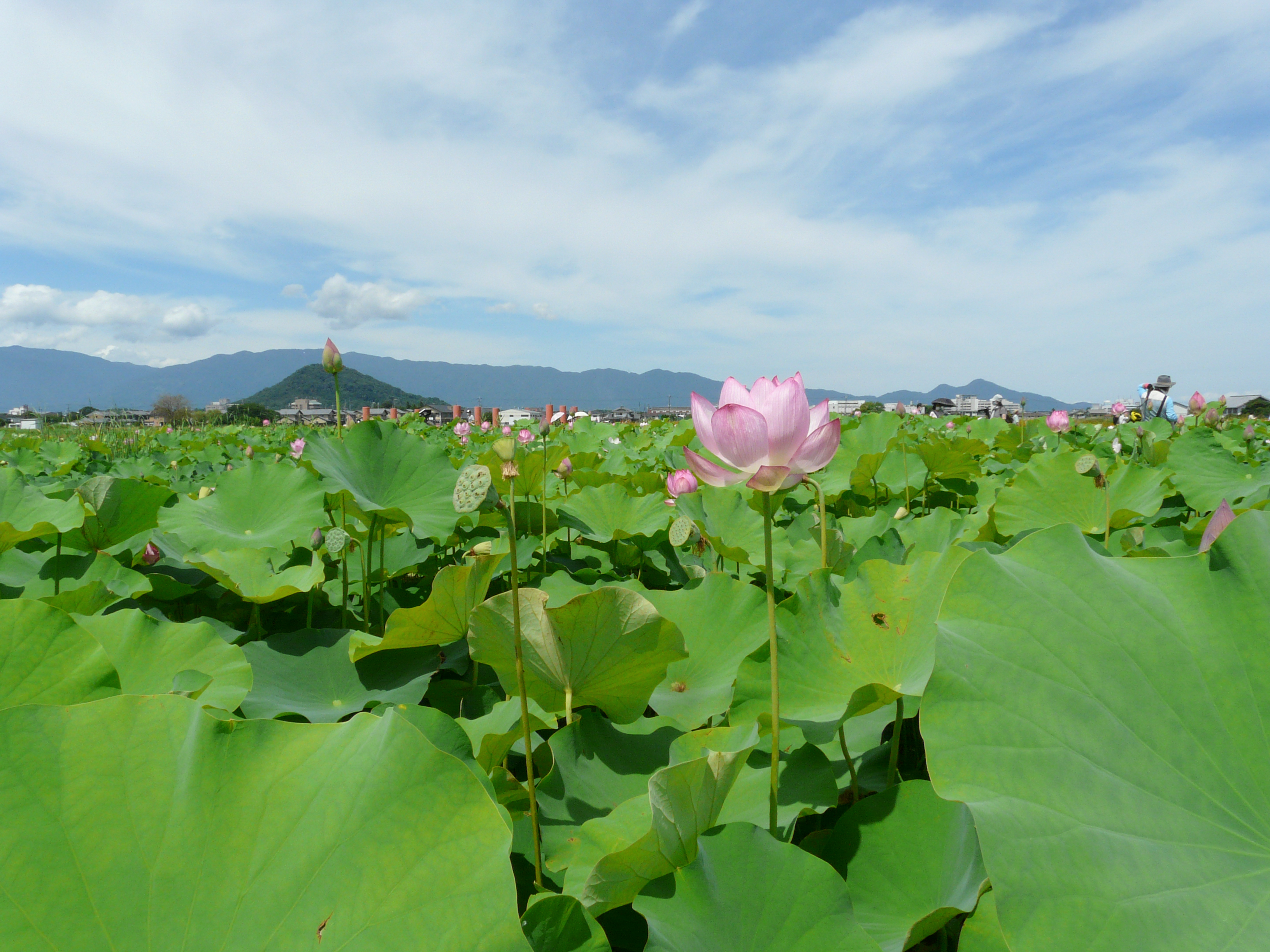
ハス
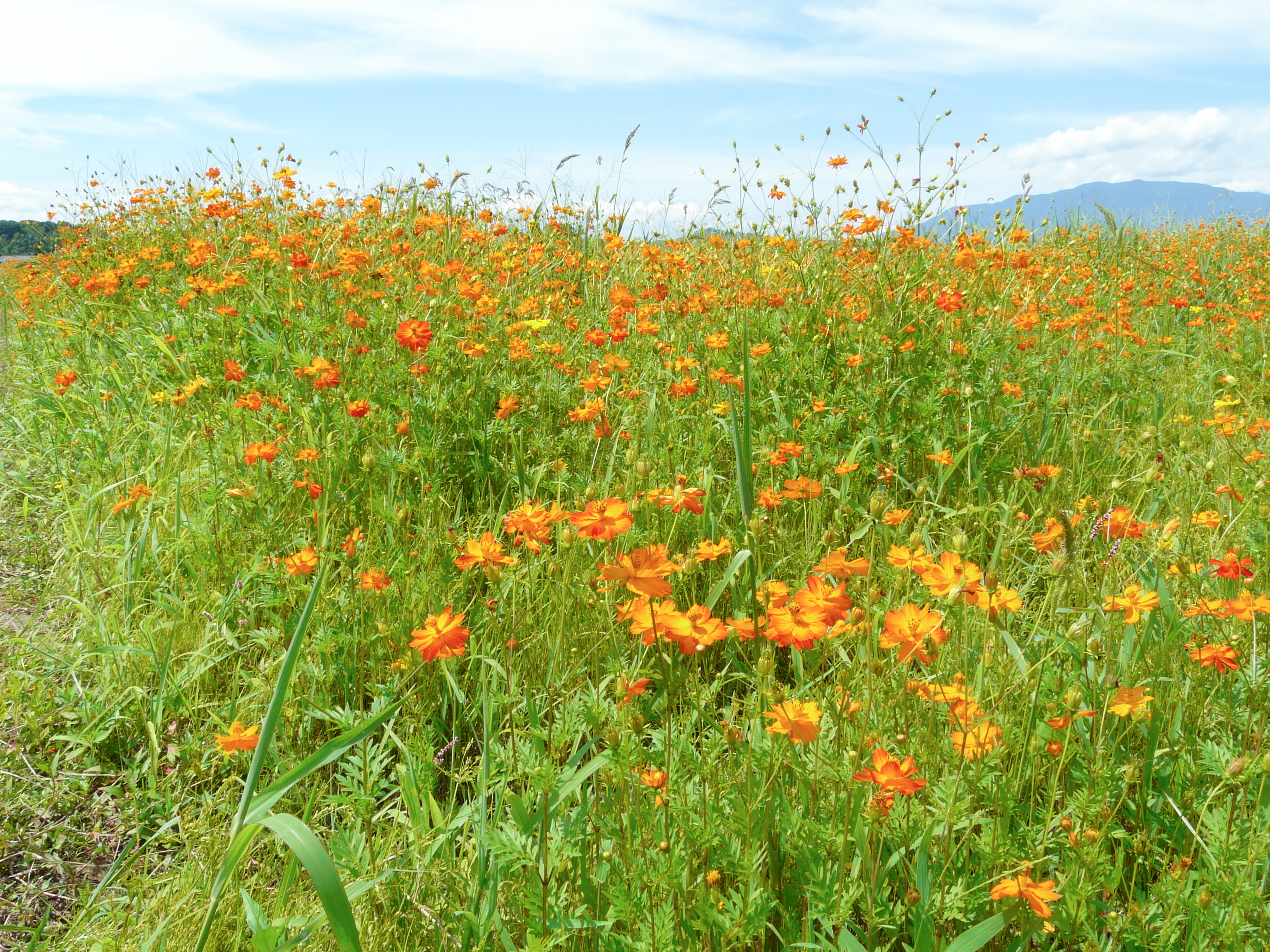
キバナコスモス
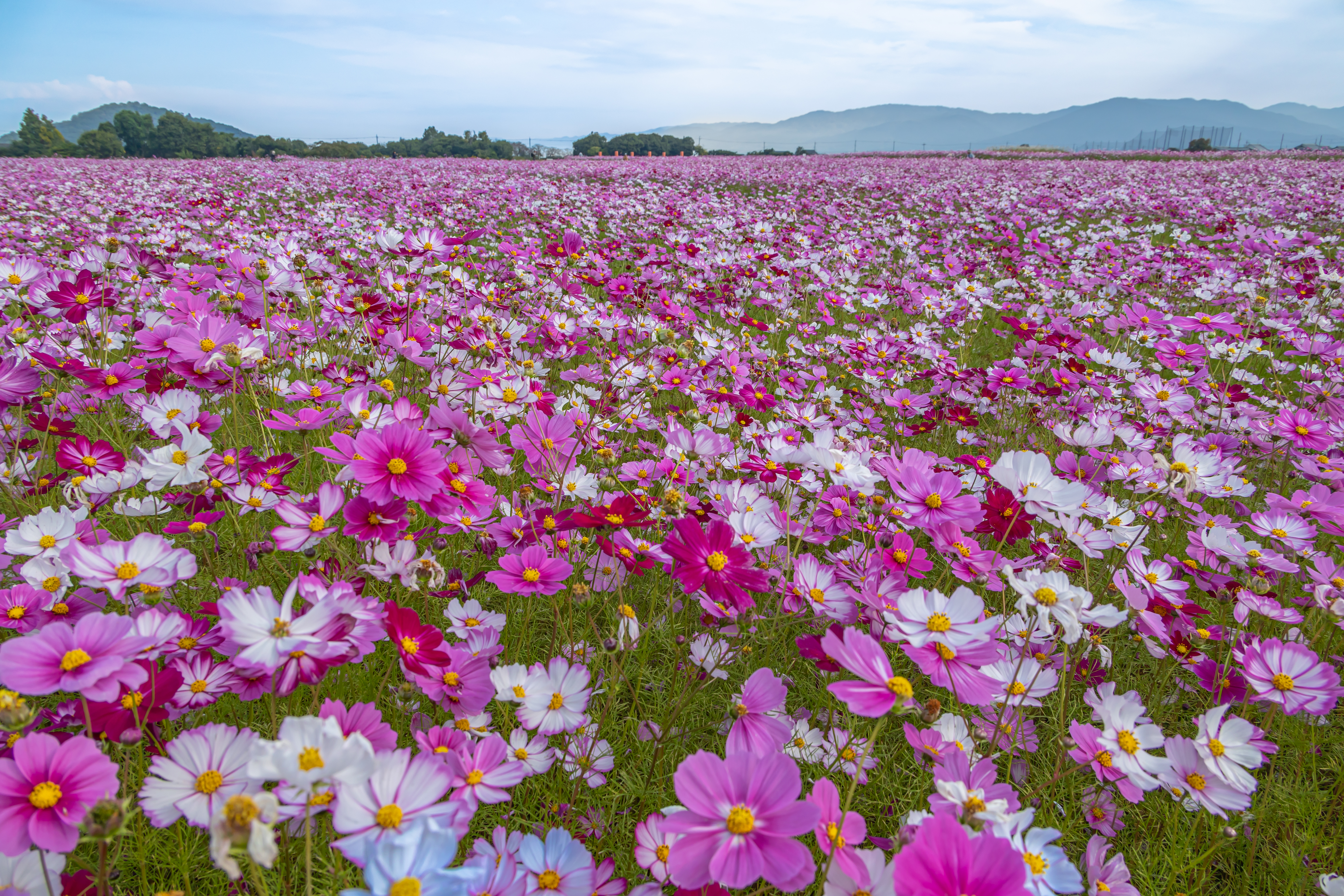
コスモス

## 白鳳文化
この都で華咲いたのが、おおらかな白鳳文化であった。白鳳文化は、天皇や貴族中心の文化でもあった。大官大寺（大安寺、高市大寺）や薬師寺などが造営されていた。白鳳文化を代表するものとしては興福寺仏頭などがある。

## 異説・俗説
大宰府は、藤原京に先立って日本列島で最初に条坊制をしいた都城であり、日本古代史以外の「世界史」に倣えば、都城の出現を以って国家が確立したとみなすため、九州王朝（倭国）を日本最初の王朝とする主張がなされた（九州王朝説参照）。第一期大宰府政庁の条坊築造時期については、7世紀末との説が発表されたが、さらに観世音寺よりも条坊が先行する可能性も示されている。観世音寺創建が７世紀後半とされることを考え合わせると、大宰府条坊築造時期はそれ以前ということになり、藤原京と同時期あるいはさらに古くなる可能性が出てくる。

## 文化財

### 特別史跡
- 藤原宮跡 - 1952年（昭和27年）3月29日指定[21]。

1946年（昭和21）11月21日に史跡に指定されたのち、1952年（昭和27年）に特別史跡に指定された。また10数度にわたり指定範囲の追加が行われている。

## 交通アクセス
- 近鉄大和八木駅南口1番のりばより橿原市コミュニティバスを利用[22]
橿原市藤原京資料室前 下車。
- 近鉄最寄り駅より徒歩
畝傍御陵前駅または耳成駅より各徒歩約30分。
- JR最寄り駅より徒歩
畝傍駅または香久山駅より各徒歩約30分。